# Tsetan Dorji Sadutshang
Tsetan Dorji Sadutshang tibétain : ཚེ་བརྟན་རྡོ་རྗེ་ས་འདུ་ཚང, Wylie : tshe brtan rdo rje sa 'du tshang, aussi appelé Sadhutsang Tsetan Dorjee, né à Lhassa au Tibet le 16 juin 1952, est un médecin tibétain, directeur de l'Hôpital Delek. 

## Biographie
Troisième des cinq enfants de Rinchen Sadutshang et de la nièce de Reting Rinpoché, il fait ses études à Darjeeling, en Inde, comme interne au collège Saint-Joseph, où il fut envoyé dès l'âge de 6 ans, recevant son éducation principalement des jésuites qui eurent une influence positive sur lui. Il commence ses études de médecine et de chirurgie au Jawaharlal Institute of Post Graduate Medical Education and Research, université de Madras à Pondichéry (1978). 
Il est observateur clinique au département de médecine thoracique du Royal Free Hospital de Londres en 1980-1981. Il obtient un diplôme universitaire en tuberculose et maladies pulmonaires à l'université du pays de Galles en 1982. La même année, il termine le parcours en « soins de santé dans les camps de réfugiés » au London School of Hygiene & Tropical Medicine, Université de Londres.
En 1983, il réussit l'examen pour les médecins diplômés à l'étranger, et se qualifie ainsi pour l'exercice médical aux États-Unis.
Jusqu'en 1987, il a travaillé en tant que médecin-chef de l'Hôpital Delek à Dharamsala. En 1987, il obtient un diplôme de médecine tropicale et d'hygiène de l'Université de Liverpool.
En 1988, il est nommé médecin du Dalaï Lama. La même année, il est également nommé médecin-conseil au ministère de la Santé de l'administration centrale tibétaine à Dharamsala en Inde. Être le médecin du Dalaï Lama l'a aidé dans son étude du bouddhisme, commencée tardivement du fait de son éducation chez les jésuites.
En 1991, il obtient son diplôme de maîtrise en santé publique internationale de l'université Harvard. En 1993, il est nommé administrateur en chef de l'hôpital Delek.
Il est l'un des membres fondateurs du Tibetan Allopathic Physician  Network (TAPN), dont il est secrétaire exécutif en 1998. En 1988, il est élu membre du conseil de la Société internationale pour la santé et droits de l'homme, en Norvège. En 2004, il est nommé membre du conseil pour la médecine tibétaine traditionnelle.
Il est le médecin du 14e dalaï-lama